# Polák tmavý
Polák tmavý či polák novozélandský (Aythya novaeseelandiae) je malá kachna z rodu poláků, která se endemitně vyskytuje pouze na Novém Zélandu. Obývá oba hlavní ostrovy (Severní a Jižní) a kdysi se vyskytovala i na Chathamských ostrovech. Na Stewartově ostrově patřícím rovněž do novozélandského souostroví se nenachází. Preferovaným biotopem jsou především výše položená jezera a přehradní nádrže, občas se vyskytuje i na moři. 
Kachna měří pouze 40 centimetrů, což z ní činí nejmenší novozélandskou kachnu. Peří samců je na většině těla tmavě hnědé až černé, hlava má výrazné zeleně lesklé zbarvení. Duhovka je žlutá a na zeleno-černé hlavě dosti zřetelná. Peří samic je o něco světlejší, duhovka je hnědá a zelené zbarvení hlavy je méně výrazné než u samců. Poláci mají silné blanité nohy, které jim dobře slouží při potápění na dno jezer, kde shánějí potravu. Živí se převážně slimáky, larvami bezobratlých živočichů a semínky. Období páření nastává od října do února. Předchází mu poměrně sofistikované námluvy, během kterých samci předvádí řadu póz. Hnízdo miskovitého tvaru si staví v husté vegetaci. Ve snůšce bývá 2 až 12, nejčastěji však 8, namodralých vajec. 
Kachna je poměrně hojně rozšířená. Její populace se odhaduje na 5 až více než 20 tisíc jedinců. Organizace BirdLife International hodnotí druh jako málo dotčený. Koncem 19. století a počátkem 20. století byla kachna masivně lovena, avšak po dramatickém snížení populace začala být v roce 1934 plošně chráněna. Je úspěšně chována v mnoha chovných zařízeních na Novém Zélandu i mimo něj.

## Nomenklatura
Druh byl poprvé spatřen Evropany během druhé plavby Jamese Cooka ve fjordu Tamatea / Dusky Sound na jihu Jižního ostrova v roce 1773. Georg Forster, asistent a syn Cookova hlavního přírodovědce Johanna Forstera, pořídil první kresbu kachny. Druh poprvé vědecky popsal německý přírodovědec Johann Friedrich Gmelin v roce 1789. Gmelin kachnu pojmenoval jako Aythya novae Seelandiae. Aythya pochází ze starořeckého slova αυθυια, aithuia, kterým se označovaly alky či kachny žijící na moři; novae Seelandiae znamená „novozélandská”. Kachně se v následujících letech dostala řada jiných vědeckých jmen, až se v roce 1953 název ustálil na Aythya novaeseelandiae.

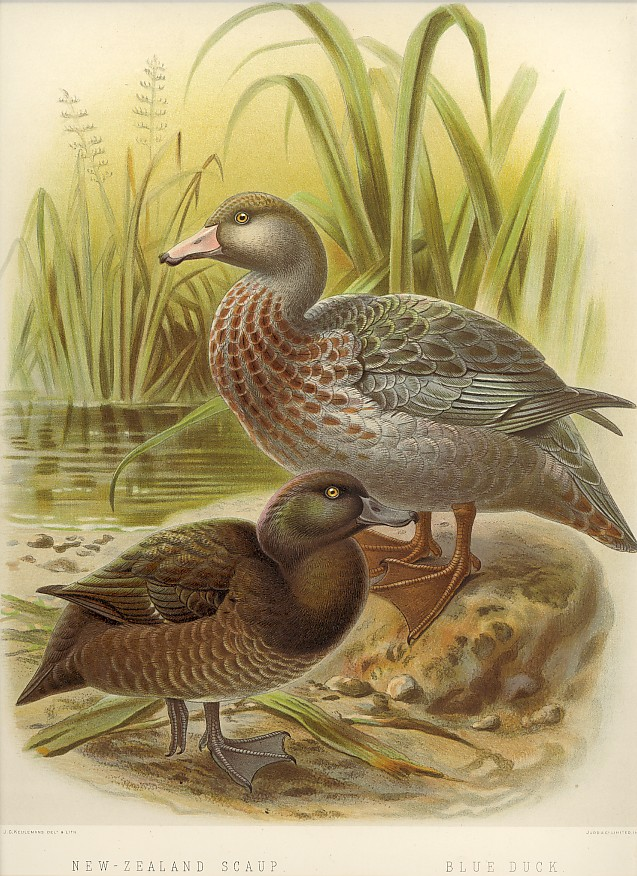
Kachna měkkozobá (nahoře) a polák tmavý na ilustraci Johna Gerrarda Keulemanse z roku 1888

Polák tmavý patří do rodu poláků (Aythya), podčeledi Anatinae a čeledi kachnovití. Jedná se o jediného zástupce tribu Aythyini (poláci) na Novém Zélandu. Na rozdíl od většiny ostatních novozélandských kachen, nejbližší příbuzní poláka tmavého se nenachází v Austrálii, ale na Severní polokouli (např. polák proužkozobý v Severní Americe nebo polák chocholačka v Evropě a Asii).
Maorská jména poláka tmavého jsou pāpango, matapouri, titiporangi a raipo.

## Popis
Polák tmavý měří 40 cm. Samci váží kolem 695 g, samice 610 g. Tyto rozměry dělají z poláka nejmenší novozélandskou kachnu.
Peří samců je na vrchní části těla leskle černé se zřetelným zeleně iridiscentním zabarvením. Tato lesklá barva je nejvýraznější na hlavě. Křídla jsou hnědá, na konci loketních letek se nachází relativně výrazný úzký bílý proužek. Břicho má světle hnědé. Spodní strana křídel je strakatá světle hnědou barvou. Duhovka je sytě žlutá a na černém peří výrazně vyniká. Zaoblený zobák je šedo-modrý až černý. Nohy a prsty jsou černé.
Pohlavní dimorfismus je poměrně výrazný. Samice jsou na většině těla čokoládově hnědé. Jedním z hlavních rozeznávacích znaků samic je nápadná bílá skvrna u kořene zobáku; tuto skvrnu však nemají všechny samice. U ptáků v zajetí byla skvrna zaznamenána zhruba u poloviny samic. Podobně jako samci, i samice mají bílý pruh na konci letek. Jejich duhovka je hnědá. Nohy i prsty jsou tmavě hnědé až černé. Zobák bývá rovněž velmi tmavý.
Juvenilní jedinci vypadají jako samice, avšak postrádají prominentní bílý flek na přední straně hlavy a jejich zobák je šedý. Mláďata jsou na vrchní části těla světle hnědá, spodní část těla (břicho a boky) mají bílé. Na kostřeci a křídlech mají krémově zbarvené skvrny. Duhovka a zobák jsou hnědé, nohy jsou šedo-hnědé.
Poměrně výrazným znakem kachny jsou silné nohy s širokými blánami, které kachnám dobře slouží během potápění.

### Záměna
Kachna je dobře rozeznatelná podle svého tmavého zabarvení a zakulaceného profilu. Je možné ji zaměnit za čírku novozélandskou, avšak ta má výrazný světlý kroužek kolem očí. Lysky černé mají podobně zbarvené peří, avšak jejich zobák je oproti polákům bílý. Snad nejvíce se polák tmavý podobá geneticky příbuznému polákovi hnědavému, avšak ten se na Novém Zélandu běžně nevyskytuje.

## Ekologie a chování

### Rozmnožování

#### Námluvy
Období páření probíhá od října do února, přičemž většina párů je utvořena už během zimy, kdy dochází k námluvám.
Námluvy probíhají podobně jako u ostatních poláků. Samec v blízkosti samic vydává vysoko položený zvuk připomínající pisklavé kašlání. Samec si před samicemi vyzývavě čistí peří a v častých intervalech proplouvá kolem samic a výrazně přitom pokyvuje hlavou nahoru a dolů (nod-swimming). Tento typ chování lze pozorovat i u dalších kachen včetně kachny divoké. Samec dále předvádí házení hlavou (head-throw) – rychle 1–2 otřese hlavou ze strany na stranu, natáhne krk směrem nahoru a zahne hlavu, takže se zadní části hlavy dotýká zad se zobákem svisle mířícím k nebi. Jedná se poměrně o rychlý namlouvací akt, hlava v záklonu zůstává asi jen čtvrt vteřiny. Vůbec nejčastějším typem namlouvací pózy je situace, kdy samec napřímí své tělo, napne krk a s otevřeným zobákem pluje směrem k samici, během čehož vydává jemný pisklavý zvuk. Pokud o samici soupeří více samců, může mezi nimi dojít k agresivnímu chování.

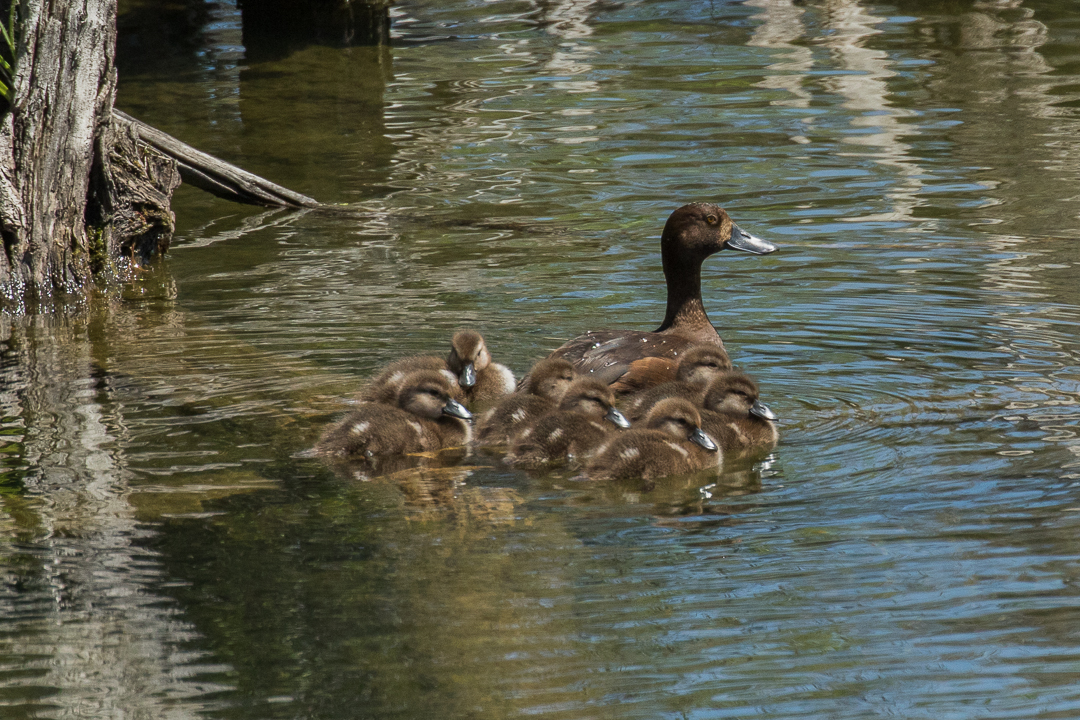
Samice s mláďaty

Samice toto chování bedlivě pozoruje a podněcuje samce pomocí vlastních gest, především napínání krku a namíření zobáku dolů a na stranu. Podobně jako u ostatních poláků, i samice poláka tmavého si během námluv často čistí peří. Jakmile dojde k utvoření páru, vydělí se z hejna a dojde k páření a stavbě hnízda. Páry zůstávají spolu pouze jedno hnízdní období a následující rok si hledají nového partnera.

#### Vyvádění mláďat
Hnízdo si staví z trávy, rákosí a případně dalšího dostupného rostlinného materiálu. Bývá umístěno poblíž vody v husté vegetaci, často je částečně zakryto shora (např. spadlým stromem či větvemi). Poláci si vystlávají hnízda peřím, které pomáhá udržovat vejce v teple. Snůška činí 2–12, nejčastěji 8 lehce namodralých vajec. Typické vejce má velikost 64×45 mm a váží 75 g. Byly pozorovány i mnohem větší snůšky, avšak je pravděpodobné, že se jednalo o vejce od více samic. Někdy v této době dochází k rozdělení utvořeného páru – zatímco samice začíná s kladením a inkubací vajec, samec od ní odchází.

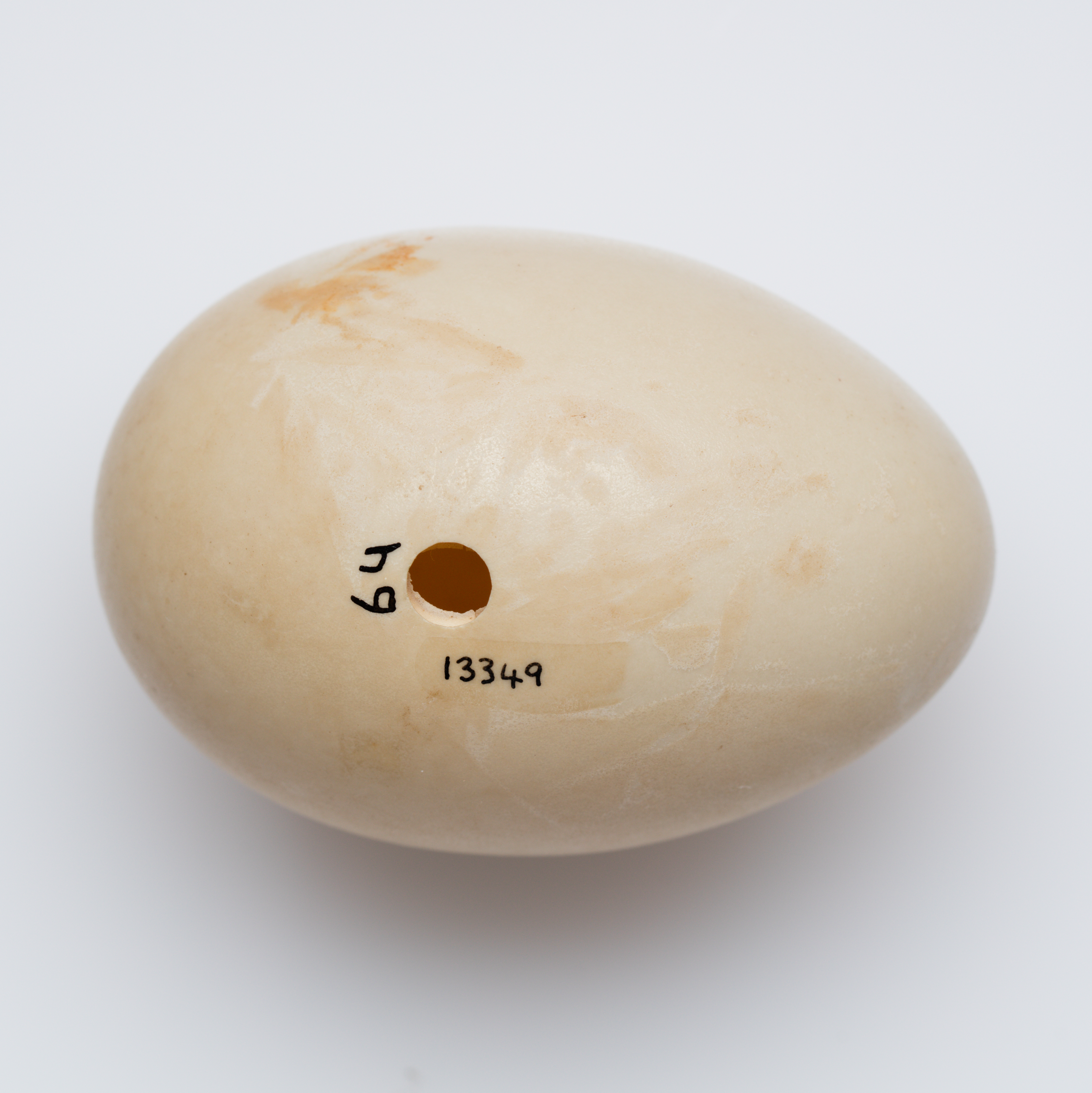
Vejce poláka ze sbírky Aucklandského muzea

Vejce jsou kladena v 1–2 denních intervalech (průměrně je to 1,5 dne na 1 vejce). Byly pozorovány samice, které kladly vejce do hnízd jiných samic. Inkubační doba trvá kolem 30 dní, na vejcích sedí pouze samice. Když se mláďata vylíhnou, dalších 12–24 hodin se o ně stará matka, načež novorozenci opouští hnízdo a začínají si shánět potravu sami. Již po 1 dni od vylíhnutí jsou mláďata schopna potopit se pro potravu až metr pod hladinu.
Dalších zhruba 75 dní mláďata zůstávají v blízkosti samice. Občas se samice se zhruba stejně starými mláďaty shlukují do větších skupin až o 50 jedincích. K podobnému shlukování dochází i při hnízdění; pokud je v okolí nedostatek vhodných hnízdících stanovišť, poláci si staví hnízda těsně vedle sebe, až to začne připomínat ptačí kolonii. Po 75 dnech se mláďata osamostatňují. Pohlavní dospělosti dosahují ve 2 letech.
Pokud inkubace z jakéhokoliv důvodu selže, může dojít i ke druhé snůšce, která je typicky kladena později v sezóně, někdy až v únoru.

### Hlas
Kachny setrvávají většinu času v tichosti. Při hlasovém projevu samci vydávají vysoce položený pisklavý zvuk připomínající slabiky fííí fio-fio fio-fio-fiíóóó. Hlas samic je nízko položený a připomíná klasické kachní kvak kvak. Poláci se zvukově projevují při různých příležitostech, např. při vzlétání, při přemísťování mezi lovišti potravy či v případě ohrožení. Samec po pářícím aktu vydá krátké fe.

### Sociální vztahy

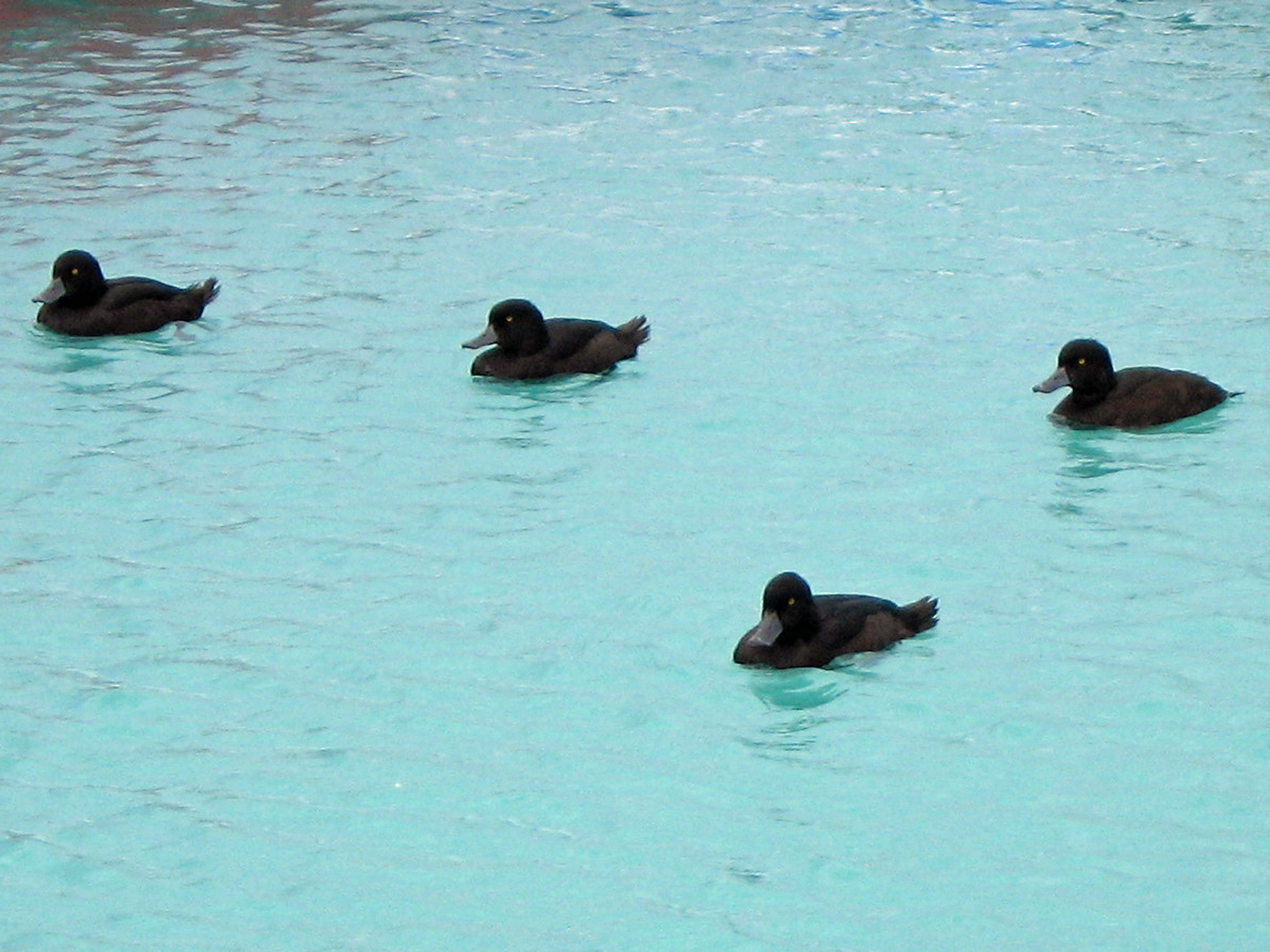
Čtyři poláci na jezeře Ruataniwha

Poláci jsou výrazně sociální ptáci. Žijí v hejnech bez známek agrese vůči ostatním jedincům téhož rodu (výjimku tvoří období páření, kdy může dojít k agresi mezi samci). Samostatně žijící jedinci jsou spíše výjimkou. Velikost hejna většinou nepřekračuje 50 jedinců, i když na podzim a v zimě mohou hejna dosahovat počtu až několika set poláků, a to zejména v zavedených pářících lokalitách jako je jezero Clearwater, Rotorua, Taupo nebo Tutira. Na jaře a v létě, kdy dochází k páření, poláci žijí v párech, které mohou tvořit menší skupiny. Nepářící jedinci se sdružují do větších skupin o desítkách jedinců. Hejna tráví drtivou většinu času na vodě daleko od břehu a teprve k večeru se začínají stahovat do mělkých vod, kde dochází ke krmení.
Hejna poláků se volně mísí s hejny kachen proužkovaných i s hejny některých dalších vodních ptáků jako je lžičák australský. Poláci jsou k lidem poměrně krotcí. Často se přibližují takřka na dotek k lidem na lodích nebo u břehů jezer v turistických oblastech.

### Potrava
Živí se převážně slimáky a larvami bezobratlých živočichů jako jsou pakomárovití, chrostíci, dvoukřídlí a šídla. Dietu doplňují vodními rostlinami a semínky. Z analýzy žaludků uhynulých jedinců je patrné, že poláci pojídají i malé kamínky, které jim pomáhají v zažívání.
Potravu buďto sbírá na povrchu vodní hladiny nebo se pro ni potápí na dno. Většinou se potápí kolem 2–3 m, avšak dokáže se potopit i hlouběji. Pod hladinou zůstává většinou 15–30 vteřin, avšak dokáže tam zůstat i déle než minutu. Během ponoru vůbec nepoužívá křídla a pro pohyb pod hladinou využívá pouze pohyb nohou. V první fázi potopení kachna pádluje nohama a během ponoření sbírá vodní živočichy a rostliny, ve druhé fázi přestane pádlovat a pomalu se začne zvedat zpět k hladině v přibližném úhlu 45°. Pro potravu se potápí i mláďata, která se dokáží ponořit až do hloubky 1 m již po 1–2 dnech od vylíhnutí.

## Rozšíření a populace
Kachna se endemitně vyskytuje pouze na Novém Zélandu. Je rozšířena po většině území obou hlavních ostrovů, hejna jsou však relativně izolovaná. Preferuje především hlubší jezera a občasně i pomalu tekoucí řeky. Výskyty na moři jsou spíše výjimkou. Obývá i řadu přehrad v blízkosti hydroelektráren. Na peřejovitých a rychle tekoucích řekách se nevyskytuje, i když Walter Buller v roce 1888 poznamenal, že je na peřejovitých tocích hojná.
Na Jižním ostrově obývá řadu ledovcových jezer na východní straně Jižních Alp, jezera na Západním pobřeží a vodní plochy severního Canterbury (včetně Christchurche). Na Severním ostrově se vyskytuje především na jezerech u oceánského pobřeží v regionech Northland a Manawatu, na vnitrozemských jezerech ve Waikato, Taupo, Rotorua a Hawke’s Bay. Ne Stewartově ostrově se nevyskytuje.
Poláci na zimu nemigrují, avšak pokud v zimě zamrzne jejich domovské jezero, dochází u nich k přesunu do oblastí s nezamrzlou vodou. Odhady celkové populace se pohybují od 5 do více než 20 tisíc.

## Ohrožení

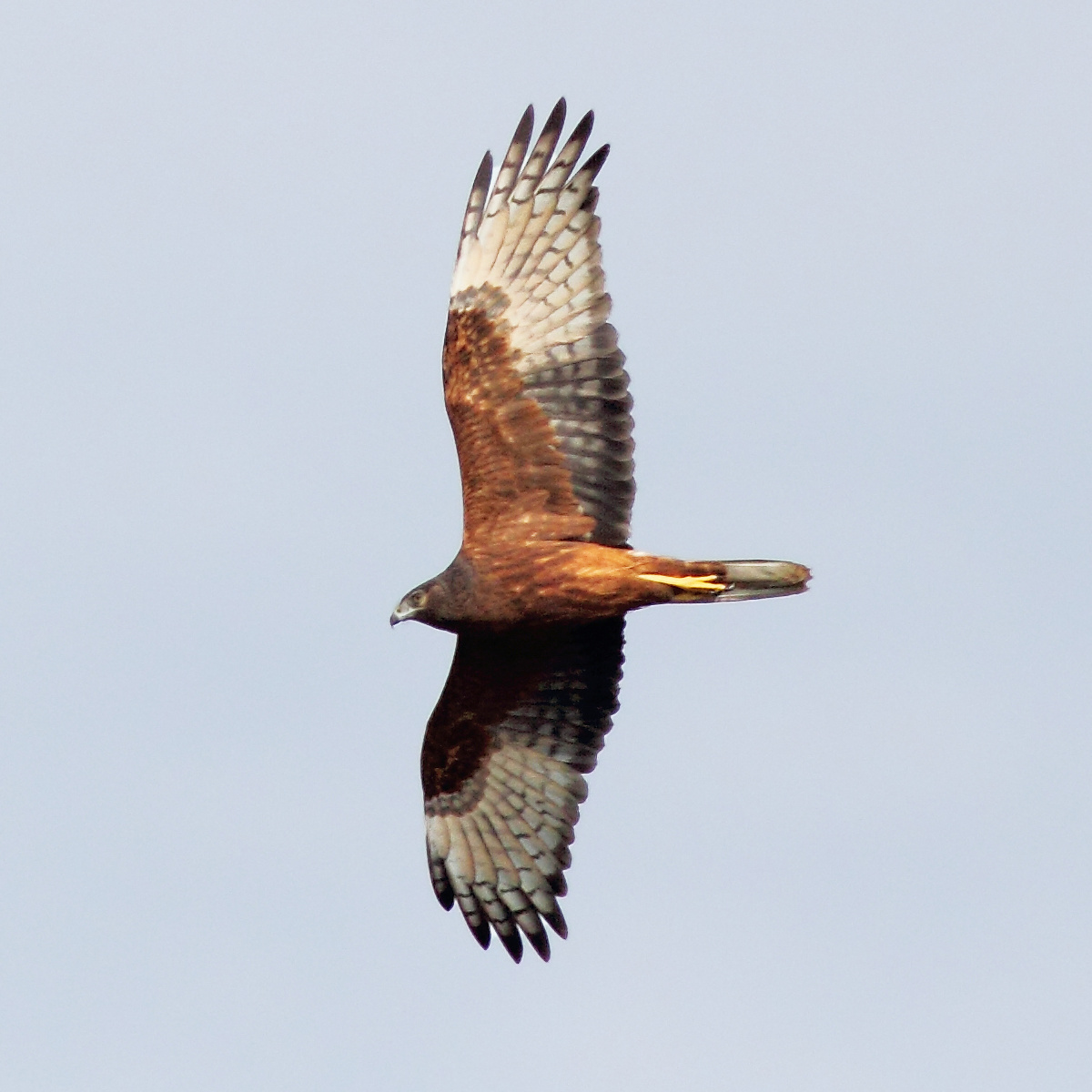
Moták tichomořský, přirozený nepřítel poláků tmavých

Před lidským osídlením Nového Zélandu byli poláci hojně rozšíření po celém Novém Zélandu. Jejich populace zaznamenala rapidní pokles po odlesnění nížinatých území a proměně mokřadů na farmy. Další výrazný pokles nastal koncem 19. století, kdy byli poláci hojně loveni. Podle fosilních nálezů se poláci kdysi vyskytovali i na Chathamských ostrovech, kde však byli vyhubeni.
Změny, které do novozélandské krajiny zanesl člověk, patrně způsobily i to, že se poláci začali stahovat z nížin do výše položených jezer, které byly méně zasaženy aktivitami člověka. I když antropomorfní proměny krajiny znamenaly pro populace poláků výraznou ránu, poláci se dokázali na některé změny přizpůsobit. Úspěšně kolonizovali přehrady hydroelektráren na řece Waikato či některé vodní plochy v Christchurchi.
Kachny jsou ohroženy i ze strany ovčích a kravských farem, ze kterých se prostřednictvím řek a jezer dostává do jezer sediment a voda se zakalí. Kvůli tomuto znečištění došlo u poláků k opuštění některých jezer.
Vejce, mláďata a samice na vejcích jsou ohroženy introdukovanými predátory, zejména hranostaji. Přirozeným nepřítelem kachen je moták tichomořský, který představuje nebezpečí především pro mláďata. Když ho samice s mláďaty spatří, samice vydá varovný zvuk, mláďata se potopí a samice se rozletí proti motákovi. V případě nebezpečí pocházejícího ze břehu se skupiny poláků začnou rychle přemisťovat ke středu jezera do hlubších vod.

## Ochrana

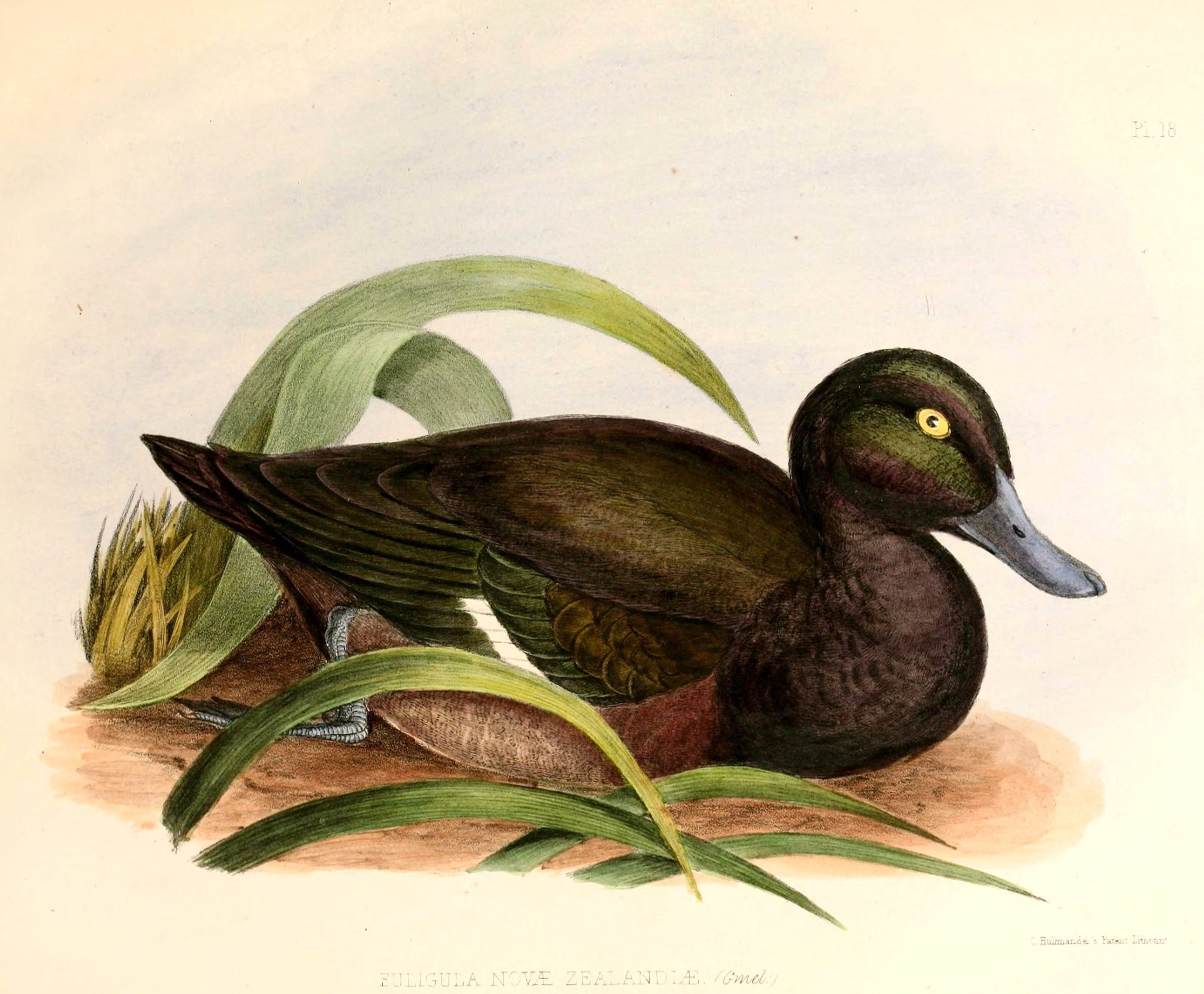
Ilustrace poláka tmavého od Charlese Josepha Hullmandela z roku 1844

V září 1934 novozélandská vláda zařadila poláky tmavé na seznam chráněných druhů, což mělo pozitivní vliv na jejich celkovou populaci. Organizace BirdLife International hodnotí populaci jako málo dotčenou. Ministerstvo památkové péče nepovažuje taxon za ohrožený (druh umisťuje do kategorie Not Threatened, čili „bez ohrožení”).
Ochranáři z Ministerstva památkové péče, které je zodpovědné za ochranu druhů na Novém Zélandu, se již několikrát pokusili poláky přemístit na místa, kde se běžně nevyskytovali či odkud v minulosti vymizeli. Cílem těchto přemístění je podpora velikosti populace. K roku 2012 bylo evidováno celkem 6 translokačních projektů, z nichž 3 byly úspěšné. Místa, kam byli poláci přemístěni, zahrnují jezera Pounui a Papaitonga nebo New Plymouth.
Dalším způsobem, jak dochází k ochraně poláků, je kontrola predátorů v oblastech jejich hnízdišť a případně i přikrmování kachen. Patrně díky těmto metodám zaznamenala populace v Christchurchi poměrně masivní expanzi.

## Chov
První poláci v zajetí byli odchováni v 60. letech 20. století v anglickém Slimbridge. Do konce roku 1970 se tamější populace rozrostla na 200 jedinců. Od té doby jsou poláci tmaví stálou součásti mnoha Zoo a dalších chovných zařízení po celém světě. Na Novém Zélandu jsou k viděni např. v hamiltonské Zoo.
V chovných zařízeních jsou poláci umisťování do výběhů s ostatními vodními ptáky, což poláci bez problémů snáší. Samice jsou v zajetí ochotny používat umělá hnízda. Pokud jsou samicím odejmuta vejce k laboratorní inkubaci, dochází u nich ke druhé snůšce. V Národním centru divoké přírody Pūkaha byla zaznamenána samice, co nakladla 26 vajec za jedinou sezónu.